# Thecla invisus
Thecla invisus är en fjärilsart som beskrevs av Butler och Druce 1872. Thecla invisus ingår i släktet Thecla och familjen juvelvingar. Inga underarter finns listade i Catalogue of Life.